# Karin Gastinger
Karin Gastinger (née le 11 mars 1964 à Graz, Autriche), est une femme politique autrichienne. Elle est ministre de la Justice entre le 25 juin 2004 et juin 2007.